# 上海外高桥汽车交易市场
上海外高桥汽车交易市场是上海唯一以进口汽车交易为主的市場，于2000年2月28日营业。上海外高桥汽车交易市场位於外高桥保稅區，总建筑面积近12万平方米。2004年4月，进口汽车可以在上海外高桥汽车交易市场上牌。2015年2月，上海外高桥汽车交易市场对外开售平行进口汽车。2022年10月26日，位于外高桥的上海外高桥汽车交易市场综合展厅启动。该展厅占地面积共2286平方米，主要用來展示和銷售新能源车。